# Baby Fever
Baby Fever är en dansk romantisk dramakomediserie från 2021 bestående av sex avsnitt som hade premiär på Netflix den 8 juni 2022. Serien är skapad av Nikolaj Feifer och Amalie Næsby Fick som även svarat för seriens regi. Serien har blivit förnyad för en andra säsong.

## Handling
Serien kretsar kring Nana som arbetar som fertilitetsläkare. Efter några glas för mycket inseminerar hon sig själv med sin före dettas sperma.

## Rollista (i urval)
- Josephine Park - Nana
- Olivia Joof Lewerissa -Simone
- Simon Sears - Mathias
- Charlotte Munck - Helle
- Mikael Birkkjær - Niels-Anders
- Jesper Ole Feit Andersen - Anton
- Oscar Töringe - Hampus